# إكورت سان كوينتين
إكورت سان كوينتين (بالفرنسية: Écourt-Saint-Quentin)‏ هي بلدية تقع في إقليم باد كاليه من منطقة نور با دو كاليه في شمال فرنسا. تبلغ مساحة هذه المدينة 9.49 (كم²)، وترتفع عن سطح البحر 74 م، يبلغ عدد سكانها 1731 نسمة حسب إحصاء المعهد الوطني للإحصاء والدراسات الاقتصادية سنة 2009 م. وترأس Edmond Gazel البلدية خلال فترة (2008-2014).